# Ecuadorparasolvogel
De Ecuadorparasolvogel (Cephalopterus penduliger) is een zangvogel uit de familie Cotingidae (Cotinga's).

## Verspreiding en leefgebied
Deze soort komt voor in Colombia en Ecuador.

## Status
De grootte van de populatie is in 2022 geschat op 7500-15.000 volwassen vogels. Op de Rode lijst van de IUCN heeft deze soort de status niet bedreigd.